# ケイトリン・オルソン
ケイトリン・オルソン（Kaitlin Olson、1975年8月18日 - ）は、アメリカ合衆国の女優。

## 出演作品
- ラリーのミッドライフ★クライシス （テレビシリーズ、2000年 - 2020年） - 7エピソード
- フィラデルフィアは今日も晴れ（テレビシリーズ、2005年 - ）
- ザ・リッチズ シーズン1（2007年）
- デンジャラス・バディ（2013年） - タチアナ役
- ハイ・ポテンシャル（テレビシリーズ、2024年 - ）- モルガン・ギロリー役